# UFC 182
UFC 182: Jones vs. Cormier foi um evento de artes marciais mistas promovido pelo Ultimate Fighting Championship, ocorrido em   3 de janeiro de 2015 no MGM Grand Garden Arena em Las Vegas, nos Estados Unidos.

## Background
A luta principal foi entre o atual detentor do Cinturão Meio Pesado do UFC, Jon Jones e seu desafiante, Daniel Cormier.
Inicialmente, era esperado que Jones enfrentasse Alexander Gustafsson no UFC 178. No entanto, o sueco se lesionou e deu lugar a Cormier. Na sequência, Jones sofreu uma lesão em sua perna e o combate teve que ser cancelado e remarcado para esta data.
O co-evento principal era para ser a disputa do Cinturão Peso Galo Feminino do UFC entre a campeã Ronda Rousey e a desafiante Cat Zingano, no entanto a luta foi remarcada para o UFC 184.
Rustam Khabilov iria enfrentar Danny Castillo no evento, no entanto, problemas com o visto o impediram de poder lutar. Paul Felder foi colocado para enfrentar Castillo.

## Card Oficial
Nota 1 Pelo Cinturão Meio Pesado do UFC.

Nota 2 Originalmente, a luta terminou com vitória de Hector Lombard por decisão unânime (30-27, 30-27 e 29-28), porém ele falhou no teste antidoping, testando positivo para esteroides anabolizantes.

## Bônus da Noite
- Luta da Noite:  Jon Jones vs.  Daniel Cormier
- Performance da Noite:  Paul Felder e  Shawn Jordan

## Ligações Externas
1. ↑  Nota 1
2. ↑  Nota 2